# John Willoughby
Sir John Willoughby of Brook (* 1421; † um 1477) war ein englischer Ritter.

## Leben
Er war ein Sohn von Sir John Willoughby und Jane Welby. Aus heutiger Sicht stand ihm de iure der Adelstitel 8. Baron Latymer zu, er hat diesen zu Lebzeiten jedoch nicht geltend gemacht.
Sir John diente als Sheriff in den Grafschaften Wiltshire 1453/54 und 1472/73 und in Somerset und Dorset 1455/56.
Als Knight of the Shire für Wiltshire und Somerset nahm er wiederholt an Sitzungen des Parlaments teil.
Willoughby kämpfte während der Rosenkriege für das Haus Lancaster 1461 bei der Schlacht von Towton.
Nach der Niederlage erhielt John Willoughby durch den siegreichen, neuen König Eduard IV. Pardon.
Im weiteren Verlauf der Kriege stand Sir John treu zu Eduard IV. und kämpfte in dessen Armee 1471 bei den Schlachten in Barnet und Tewkesbury. Im Anschluss an die letztere Schlacht von Tewkesbury schlug Eduard IV. ihn am 4. Mai 1471 noch auf dem Schlachtfeld zum Knight Bachelor.
Sir John starb um 1477.

## Ehe und Nachkommen
Sir John war verheiratet mit Anne Cheney, einer Tochter des Sir Edmund Cheney.
Das Paar hatte folgende Nachkommen:
- Robert Willoughby, 1. Baron Willoughby de Broke (um 1452–1502)[2]
- William Willoughby[2]
- Richard Willoughby[2]
- Edward Willoughby[2]
- Cecily Willoughby[2]
- Elizabeth Willoughby ⚭ William Caret[2]